# ГЭС Цзиньпин-I
ГЭС Цзиньпин-I (кит. трад. 錦屏一級水電站, упр. 锦屏一级水电站), также известная как Плотина Цзиньпин или 1-й каскад Цзиньпин — арочная плотина и электростанция на излучине Цзиньпин реки Ялунцзян в Ляншане, провинция Сычуань, Китай. Строительство по проекту началось в 2005 году и было завершено в 2014 году. Электростанция имеет мощность 3600 МВт и производит от 16 до 18 ТВт·ч (млрд кВт·ч) энергии в год. Электростанцию  питает водохранилище, образованное самой высокой в мире арочной плотиной высотой 305 метров. Целью проекта является обеспечение энергией для расширения индустриализации и урбанизации, улучшения защиты от наводнений и предотвращения эрозии.

## История
Использование гидроэнергетики в излучине Цзиньпин реки Ялунцзян планировалось на протяжении десятилетий. Длина поворота вокруг гор Цзиньпин — 150 км, но верхнее и нижнее течения реки на противоположных сторонах разделяет всего 16 км. Перепад высот на этом расстоянии составляет 310 м, что создаёт отличные условия для гидроэнергетики. В излучине были запланированы две ГЭС — Цзиньпин-I и Цзиньпин-II с общей мощностью 8400 МВт. Проектирование началось в 1960-х годах бывшими проектными институтами Сычуани и Шанхая, а также Министерством водных ресурсов и электроэнергии. Они подготовили «Отчёт о повторном исследовании излучины реки Ялонг (Цзиньпин)». В июле 1965 года был создан головной офис гидроэнергетики Цзиньпин, проектные работы по Цзиньпин-I и Цзиньпин-II велись Восточно-Китайским исследовательским и проектным институтом.
Площадь водосбора плотины 102 560 км², площадь водохранилища 82,55 км².
Строительство началось 12 ноября 2005 года. Водохранилище начало заполняться 8 октября 2012 года. Первая электроэнергия была произведена в 2013 году, а остальные работы завершены к 2015 году. Китайские геологи объясняют быстрое заполнение резервуара сейсмичностью. Из сотен небольших землетрясений в период заполнения водохранилища, три между 3,9 MW и 4,58 MW были зафиксированы 22 ноября 2013 года на соседней линии разлома.
Первые два из шести генераторов мощностью 600 МВт были введены в эксплуатацию 30 августа 2013 года. Шестой и последний генератор был введён в эксплуатацию 15 июля 2014 года. Последний генератор на ГЭС Цзиньпин-II введён в строй в ноябре 2014 года.

## География
Плотина Цзиньпин-1 находится на границе уездов Яньюань и Мули в Ляншань-Ийском автономном округе провинции Сычуань. Река Ялунцзян, перегороженная плотиной, является крупнейшим притоком реки Цзиньша. В рамках проекта были переселены приблизительно 7500 жителей.

## Конструкция
Арочная плотина высотой 305 м (основание плотины находится на отметке 1580 м, верхний срез — на отметке 1885 м) и длиной 568 м снабжает электростанцию водой из резервуара объёмом 7,76 млрд м3, из которых 4,91 млрд м3 являются действующими или полезными водохранилищами. Сама плотина имеет структурный объём 7,4 млн м3. Для борьбы с наводнениями плотина оборудована регулируемым водосбросом на гребне с четырьмя затворами, способным сбросить воды до 3000 м3/c. Пять нижних выпускных отверстий плотины рассчитаны на 5470 м3/c, тоннель имеет пропускную способность 3650 м3/c. На электростанции установлено шесть радиально-осевых турбин мощностью по 600 МВт. Вода, сбрасываемая с плотины Цзиньпин-I, собирается внизу по течению плотиной Цзиньпин-II одноимённой ГЭС.

## Конструкция каскада
ГЭС Цзиньпин представляет собой каскад из двух электростанций, называемых Цзиньпин-I и Цзиньпин-II.
ГЭС Цзиньпин-I построена по традиционной схеме — арочная плотина высотой 305 м упирается в стенки и дно ущелья, обеспечивая перепад уровней воды для работы генераторов 240 м. Генераторы расположены на правом берегу реки рядом с плотиной и получают воду из водохранилища по шести водоводам.
В ГЭС Цзиньпин-II перепад уровней воды реализуется в виде четырёх пробурённых в горном массиве водоводов длиной 16,6 км, которые замыкают излучину реки. Разность высот между входными и выходными отверстиями водоводов составляет около 310 м. Генераторы ГЭС Цзиньпин-II расположены в нижнем конце водоводов. Плотина Цзиньпин-II имеет высоту всего 37 м и создаёт уровень, обеспечивающий бесперебойную подачу воды в водозаборы.
|  |  |